# Pothyne convexifrons
Pothyne convexifrons là một loài bọ cánh cứng trong họ Cerambycidae.